# Associazione Calcio Mantova 1982-1983
Questa pagina raccoglie le informazioni riguardanti l'Associazione Calcio Mantova nelle competizioni ufficiali della stagione 1982-1983.

## Stagione
Nella stagione 1982-83 il Mantova disputa il girone B del campionato di Serie C2, con 42 punti si è piazza al terzo posto in classifica a soli due punti dalla promozione, il torneo è stato vinto con 52 punti dal Legnano davanti al Fanfulla di Lodi con 44 punti, entrambe sono state promosse in Serie C1. L'ala sinistra Osvaldo Zobbio preso dal Treviso con 17 reti in 28 partite, si è rivelato il protagonista dei virgiliani in questa bella stagione, allenati da Enea Masiero subentrato presto, dopo la sconfitta (2-1) subita a Voghera alla sesta giornata di campionato a Leopoldo Siegel.
Nella Coppa Italia di Serie C il Mantova disputa il girone E di qualificazione, che promuove ai sedicesimi di finale il Parma.

## Rosa
| N. |                   | Ruolo | Calciatore          |
| -- | ----------------- | ----- | ------------------- |
|    | Italia (bandiera) | C     | Silvio Argenio      |
|    | Italia (bandiera) | C     | Anselmo Baldi       |
|    | Italia (bandiera) | A     | Massimo Bergomi     |
|    | Italia (bandiera) | C     | Roberto Biasotti    |
|    | Italia (bandiera) | C     | Mario Bortolazzi    |
|    | Italia (bandiera) | C     | Nuccio Bresolin     |
|    | Italia (bandiera) | P     | Nadir Brocchi       |
|    | Italia (bandiera) | A     | Renato Calliman     |
|    | Italia (bandiera) | D     | Sauro Catellani     |
|    | Italia (bandiera) | A     | Patrizio Di Stefano |
|    | Italia (bandiera) | D     | Sergio Facchi       |

| N. |                   | Ruolo | Calciatore           |
| -- | ----------------- | ----- | -------------------- |
|    | Italia (bandiera) | P     | Sergio Girardi       |
|    | Italia (bandiera) | D     | Domenico Macuglia    |
|    | Italia (bandiera) | C     | Giuseppe Manarin     |
|    | Italia (bandiera) | D     | Silvano Mazzi        |
|    | Italia (bandiera) | D     | Daniele Merlin       |
|    | Italia (bandiera) | D     | Stefano Montanini    |
|    | Italia (bandiera) | C     | Sandro Pietta        |
|    | Italia (bandiera) | D     | Massimiliano Rubinie |
|    | Italia (bandiera) | C     | Daniele Tani         |
|    | Italia (bandiera) | A     | Gianluca Zanella     |
|    | Italia (bandiera) | A     | Osvaldo Zobbio       |

## Risultati

### Campionato

#### Girone di andata
| Arbitro: | Nepi (Ascoli Piceno) |

|             |           |  |
| Bergomi 47’ | Marcatori |  |

| Arbitro: | Dalfovo (Trento) |

|  |           |           |
|  | Marcatori | 1’ Zobbio |

| Arbitro: | Lussana (Bergamo) |

|  |           |                        |
|  | Marcatori | 10’ Xotta 75’ Paolillo |

| Arbitro: | Creati (Acireale) |

|            |           |            |
| Valori 14’ | Marcatori | 79’ Zobbio |

| Arbitro: | Bettini (Forlì) |

|  |           |            |
|  | Marcatori | 41’ Moneta |

| Arbitro: | Barbaraci (Cagliari) |

|                                  |           |           |
| Lucchetti 69’ Colloca 85’ (rig.) | Marcatori | 1’ Zobbio |

| Arbitro: | Perdonò (Foggia) |

|                     |           |  |
| Tani 55’ Zobbio 64’ | Marcatori |  |

| Arbitro: | Rosati |

|                   |           |  |
| Zobbio 49’ (rig.) | Marcatori |  |

| Arbitro: | Picchio (Macerata) |

|            |           |  |
| Guerra 20’ | Marcatori |  |

| Arbitro: | Dal Forno (Ivrea) |

|            |           |               |
| Zobbio 38’ | Marcatori | 90’ Diligenti |

| Arbitro: | Ruffinengo (Savona) |

|                   |           |              |
| Merlin 25’ (aut.) | Marcatori | 43’ Biasotti |

| Mantova 5 dicembre 1982 12ª giornata | Mantova        | 0 – 0 | Lecco | Stadio Danilo Martelli\| Arbitro: \| Monzone (Asti) \| |
| Arbitro:                             | Monzone (Asti) |       |       |                                                        |

| Omegna 12 dicembre 1982 13ª giornata | Omegna             | 0 – 0 | Mantova | Stadio della Liberazione\| Arbitro: \| Acri (Novi Ligure) \| |
| Arbitro:                             | Acri (Novi Ligure) |       |         |                                                              |

| Arbitro: | Nencini (Roma) |

|                 |           |             |
| Zobbio 23’, 51’ | Marcatori | 78’ L. Seno |

| Arbitro: | Vasselli (Roma) |

|                |           |             |
| Dell'Amico 34’ | Marcatori | 36’ Manarin |

| Arbitro: | Dalfovo (Trento) |

|                        |           |                      |
| Zobbio 28’ (rig.), 45’ | Marcatori | 54’ (aut.) Montanini |

| Arbitro: | Marascia (Roma) |

|                        |           |                   |
| Masuero 5’, 40’ (rig.) | Marcatori | 57’ (rig.) Zobbio |

#### Girone di ritorno
| Arbitro: | Tarantola (Genova) |

|                         |           |                         |
| Bocchio 53’, 65’ (rig.) | Marcatori | 61’ Zobbio 63’ Bresolin |

| Mantova 6 febbraio 1983 19ª giornata | Mantova            | 0 – 0 | Pordenone | Stadio Danilo Martelli\| Arbitro: \| Di Cola (Avezzano) \| |
| Arbitro:                             | Di Cola (Avezzano) |       |           |                                                            |

| Arbitro: | Baldacci (Torino) |

|            |           |  |
| Catena 86’ | Marcatori |  |

| Arbitro: | Ruffinengo (Savona) |

|                                                |           |  |
| Zobbio 5’ (rig.), 27’ Zaninetti 60’ Facchi 73’ | Marcatori |  |

| Arbitro: | Cornieti (Forlì) |

|                       |           |                                    |
| Ferla 27’ Tavelli 66’ | Marcatori | 17’ (rig.) Bresolin 33’ Di Stefano |

| Arbitro: | Laricchia (Bari) |

|                  |           |               |
| Manarin 50’, 57’ | Marcatori | 69’ Lucchetti |

| Gorizia 13 marzo 1983 24ª giornata | Gorizia         | 0 – 0 | Mantova | Stadio Campagnuzza\| Arbitro: \| Vasselli (Roma) \| |
| Arbitro:                           | Vasselli (Roma) |       |         |                                                     |

| Arbitro: | Ruffinengo (Savona) |

|             |           |                  |
| Ziviani 48’ | Marcatori | 90’ (aut.) Marni |

| Arbitro: | Perdonò (Foggia) |

|                   |           |            |
| Ghezzi 58’ (aut.) | Marcatori | 31’ Guerra |

| Arbitro: | Bruni (Arezzo) |

|  |           |           |
|  | Marcatori | 14’ Baldi |

| Arbitro: | Acri (Novi Ligure) |

|                                                                  |           |              |
| Di Stefano 1’, 61’ Bresolin 5’ Biasotti 26’ Manarin 40’ Tani 63’ | Marcatori | 50’ Barbieri |

| Arbitro: | Calafiore (Brescia) |

|  |           |                  |
|  | Marcatori | 1’, 61’ Bresolin |

| Arbitro: | Moschet (Conegliano) |

|              |           |  |
| Bresolin 26’ | Marcatori |  |

| Arbitro: | Di Gennaro (Ercolano) |

|                         |           |  |
| Perego 60’ Ardizzon 84’ | Marcatori |  |

| Arbitro: | Della Rovere (Torino) |

|                             |           |                            |
| Zobbio 8’, 49’ Calliman 30’ | Marcatori | 31’ Pozzi 57’ Garlaschelli |

| Arbitro: | Pucci (Firenze) |

|  |           |                            |
|  | Marcatori | 2’ Di Stefano 83’ Calliman |

| Arbitro: | Carrubba (Siracusa) |

|                                                         |           |                     |
| Di Stefano 49’ Merlin 55’ Manarin 64’ Zobbio 76’ (rig.) | Marcatori | 88’ (rig.) E. Rossi |

### Coppa Italia

#### Girone E
| Mantova 22 agosto 1982 1ª giornata | Mantova | 0 – 0 | Ospitaletto | Stadio Danilo Martelli |

| Mantova 25 agosto 1982 2ª giornata | Mantova | 3 – 2 | Trento | Danilo Martelli |

| Arbitro: | Luci (Firenze) |

|                               |           |  |
| Catellani 35’ (aut.) Pari 54’ | Marcatori |  |

| Ospitaletto 1º settembre 1982 4ª giornata | Ospitaletto | 0 – 0 | Mantova | Stadio Comunale |

| Trento 5 settembre 1982 5ª giornata | Trento | 0 – 0 | Mantova | Stadio Briamasco |

| Arbitro: | Valente (Monfalcone) |

|  |           |                                                           |
|  | Marcatori | 15’ Bianco 60’ (rig.) Cannata 63’, 74’ Salsano 80’ Aselli |